# Blake Grupe
Blake Grupe (Sedalia, 5 novembre 1998) è un giocatore di football americano statunitense che milita nel ruolo di placekicker per i New Orleans Saints della National Football League (NFL).

## Carriera

### New Orleans Saints
Moody al college giocò a football ad Arkansas State (2017-2021) e a Notre Dame (2022). Dopo non essere stato scelto nel corso del Draft NFL 2023 firmò con i New Orleans Saints. Nella pre-stagione si scontrò con il veterano Wil Lutz per il ruolo di kicker titolare, uscendone vincitore. Nel quinto turno fu premiato come miglior giocatore degli special team della NFC della settimana per la sua prova contro i New England Patriots in cui segnò due field goal da 53 e 54 yard e tutti i tentativi di extra point nella vittoria per 34-0.

## Palmarès
- Giocatore degli special team della NFC della settimana: 1

5ª del 2023